# 아궁이
아궁이는 방과 솥에 불을 때기 위하여 만든 구멍이다. 나무, 석탄, 연탄 등 연료를 투입하는 난방용 난로와 취사용 화덕 입구를 말한다.

## 한국의 아궁이

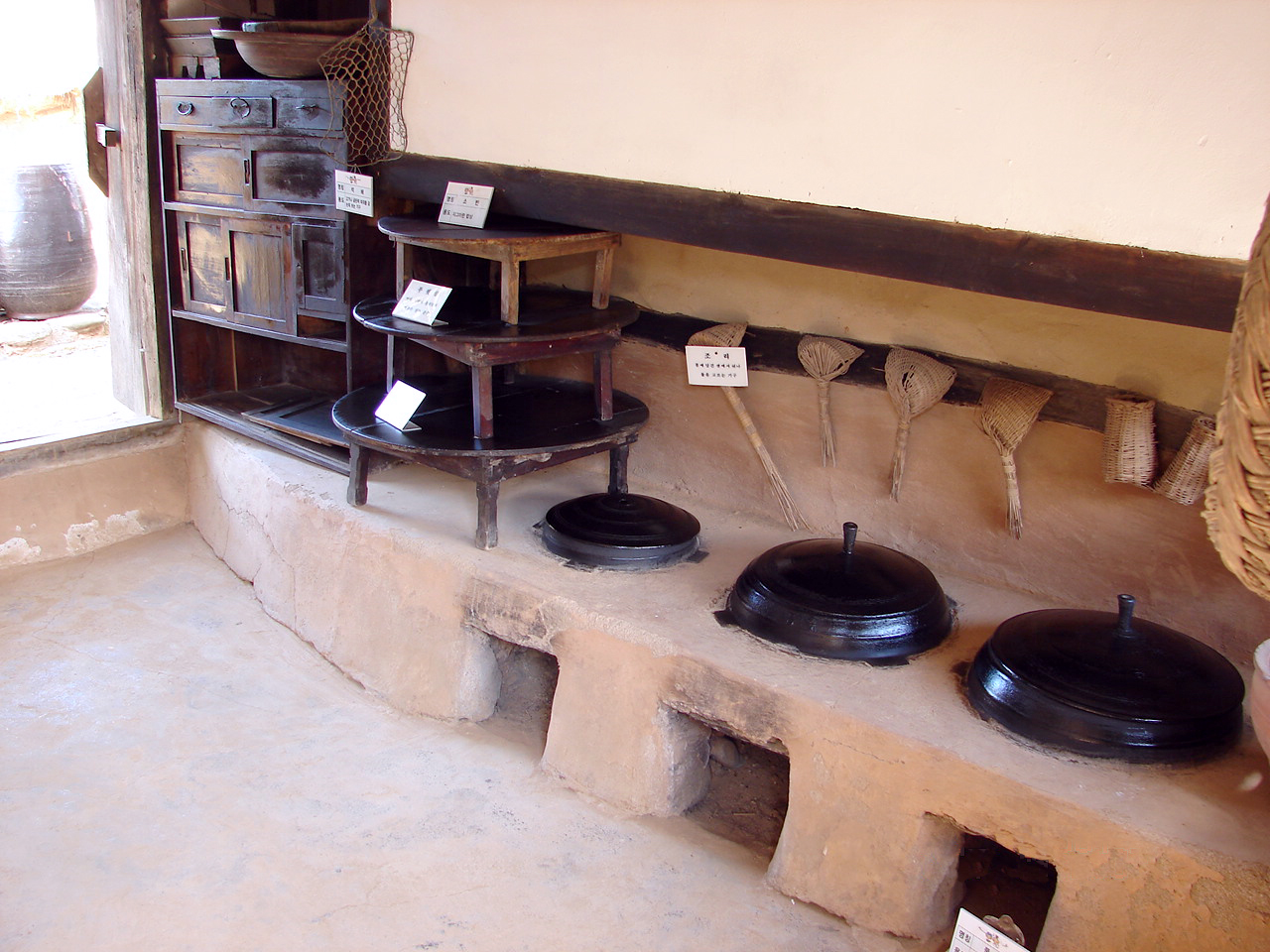
한국 부엌에 가마솥이 놓인 아궁이 - 제천시 청풍면 황석리에 충주댐 수몰로 이전한 보존가옥

### 구조
전통 한옥의 부엌에 있던 시설로, 아궁이에서 불을 피우고 부뚜막에는 가마솥을 얹어 음식을 조리한다. 아궁이 뒤로 빠져나간 열기는 고래를 따라 방을 데우는데 쓰이고, 식은 공기는 굴뚝으로 빠져나간다.
무정형의 자연석을 괴임돌로 지지해 그 위에 자연석판을 깔아 그 사이의 공극은 진흙과 돌로 막고 그 위를 반죽된 흙으로 초새를 한 다음 장판을 깔고 마무리를 했다.
온돌은 더운 공기가 아래에서 위로 빠져나가는 원리를 이용하고 있어, 아궁이는 항상 구들장보다 낮은 곳에 있어야 하므로, 아궁이가 있는 부엌은 방 바닥보다 50cm ~ 1m 정도 낮게 만들었다.

### 부뚜막
부뚜막은 아궁이 위 가마솥이 놓인 언저리로 흙과 돌을 쌓아 편평하게 만들어, 솥의 음식을 담아내는 그릇을 두거나 간단한 음식 재료를 준비하는 곳이다.

### 역사
전통적으로 아궁이에는 나무, 잔가지, 나뭇잎 등의 땔감이나 통나무를 길쭉하게 잘라서 쪼갠 땔감용 나무인 장작을 썼다.
해방 후 취사 및 난방용 연료가 초목에서 연탄으로 대체되어 연탄 아궁이로 바뀌었다. 연탄 아궁이는 편리했지만, 온돌 틈사이로 일산화탄소가 누출되는 가스중독 사고로 많은 인명피해를 입혔다.
현대 주택에는 이런 입체적인 구조로 만들기가 곤란할 뿐 아니라 장작 등 연료 조달에 어려움이 있고, 화재의 염려나 연기 발생 등 여러 가지 불편한 점 때문에 예전의 온돌은 기름, 가스, 전기 등을 이용한 보일러 시설로 바뀌었고, 가마솥의 음식 조리 시설은 가스레인지 등으로 대체되었다.
공영아파트에서도 1980년대부터는 입식 부엌이 설치되면서 난방방법도 연탄 아궁이 식에서 보일러로 바뀌었고, 부엌과 마루가 통합된 형태로 시공되었다.

### 기타
아궁이에서 열 손실이 없도록 입구에 주철로 문을 달아 두는 경우도 있었다. 연탄 아궁이로 변천되었을 때는 아궁이 주위의 열손실 방지를 위해 연탄 화덕을 레일식으로 만들어 온돌 내부에 집어 넣기도 했다.

## 같이 보기
- 온돌
- 굴뚝
- 부엌
- 벽난로
- 가스레인지
- 전자레인지
- 오븐
- 풍로